# جولفو أرانسي
جولفو أرانسي، (بالإنجليزية: Golfo Aranci)‏، (سردينيا: Figari)، هي بلدية في مقاطعة ساساري ، في منطقة سردينيا الإيطالية ، وتقع على بعد حوالي 200 كيلومتر (120 ميل) شمال كالياري ، وحوالي 13 كم (8 ميل) شمال شرق أولبيا.

## السكان
في سنة 1861 بلغ عدد السكان 173 نسمة، وتطور العدد ليصل في سنة 2011 لـ 2٬288 نسمة.
يظهر هذا المخطط البياني تطور النمو السكاني لـ جولفو أرانسي